# 앰버 발레타
앰버 발레타(Amber Valletta, 1974년 2월 9일 ~ )는 미국의 배우, 모델이다.

## 출연 작품
- 블러드 앤 오일 (2015)
- 레전드 시즌2 (2015)
- 레전드 시즌1 (2014)
- 걸 워크 인투 어 바 (2011)
- 스파이 넥스트 도어 (2010)
- 게이머 (2009)
- 마이 섹시스트 이어 (2007)
- 프리모니션 (2007)
- 데드 사일런스 (2007)
- 라스트 타임 (2006)
- 맨 어바웃 타운 (2006)
- 더 레이트 레이트 쇼 위드 크레이그 퍼거슨 (2005)
- 트랜스포터 - 엑스트림 (2005)
- Mr. 히치 - 당신을 위한 데이트 코치 (2005)
- 레이징 헬렌 (2004)
- 듀플렉스 (2003)
- 맥스 키블의 대반란 (2001)
- 퍼퓸 (2001)
- 패밀리 맨 (2000)
- 왓 라이즈 비니스 (2000)
- 언지프 (1995)